# Salacia amplifolia
Salacia amplifolia là một loài thực vật có hoa trong họ Dây gối. Loài này được Merr. ex Chun & F.C. How miêu tả khoa học đầu tiên năm 1958.